# Letiště Tunošna
Letiště Tunošna (rusky Аэропорт Туношна – Aeroport Tunošna, IATA: IAR, ICAO: UUDL) je veřejné letiště v Jaroslavské oblasti v Rusku. Leží přibližně 17 kilometrů na jihovýchod od Jaroslavle a 40 kilometrů od Kostromy. Pravidelný provoz je omezený, v roce 2011 se pravidelně létalo pouze na letiště Moskva-Domodědovo a na Petrohrad-Pulkovo.
Během studené války se jednalo o důležitou vojenskou leteckou základnu, v osmdesátých a devadesátých letech odtud startovaly letouny MiG-23. V roce 1992 byla jednotka rozpuštěna a letouny přesunuty do Rževu.
7. září 2011 došlo v bezprostřední blízkosti letiště k havárii z Tunošné startujícího letadla Jakovlev Jak-42, jímž cestoval do Minsku hokejový tým Lokomotiv Jaroslavl. Při havárii a po ní zahynulo 44 osob, jedna osoba přežila.